# Fukui Kenichi
Fukui Kenichi (福井 謙一 Fukui Kenichi, Phúc Tỉnh Khiêm Nhất) (phát âm như Phư-cưi Ken-i-chi; 4 tháng 10 năm 1918 tại Nara - 9 tháng 1 năm 1998) là một nhà hóa học người Nhật. Ông là con cả trong 3 người con trai của Fukui Ruokichi, một người buôn bán và giám đốc một xí nghiệp. Ông tốt nghiệp Đại học Tokyo và sau đó trở thành giáo sư của Đại học Kyoto vào năm 1951. Năm 1947, ông lập gia đình và có hai con, con trai tên là Fetsuy, con gái tên là Miyako. Ông là viện trưởng của Học viện Kỹ thuật Kyoto từ 1982 đến 1988.
Năm 1981, ông được trao giải Nobel Hóa học cùng với Roald Hoffman. Ông cũng được biết đến như là nhà khoa học châu Á đầu tiên nhận được giải Nobel hóa học.